# Wargroove
Wargroove (stylisé WarGroove) est un jeu vidéo de tactique au tour par tour développé et édité par Chucklefish, sorti en 2019 sur Windows, Nintendo Switch, PlayStation 4 et Xbox One.